# Victoria Blackledge
Victoria Blackledge coniugata Grant (Auckland, 26 agosto 1982) è un'allenatrice di rugby a 15 ed ex rugbista a 15 neozelandese, tre quarti ala, due volte campionessa del mondo con le Black Ferns.
È anche nota come Victoria Grant.
Nel 2023 è allenatrice-capo della franchise femminile delle Hurricanes Poua in Super Rugby Aupiki.

## Biografia
Cresciuta nella squadra provinciale di Auckland, debuttò a 23 anni nelle Black Ferns in occasione della Coppa del Mondo 2006 in Canada, e si laureò campionessa mondiale alla fine della spedizione.
Le sue prestazioni nazionali e internazionali le valsero nel 2008 il premio di miglior giocatrice neozelandese dell'anno, e nel 2010, dopo il matrimonio a seguito del quale fu nota con il cognome Grant, fu inclusa nella rosa alla Coppa del Mondo in Inghilterra, durante la quale fu vicecapitano e nel corso della quale ricoprì per la prima volta il ruolo di capitano nella fase a gironi contro la Scozia per via dell'assenza di Farah Palmer.
Dopo la seconda vittoria consecutiva personale del titolo, Blackledge fu nominata capitano della squadra in occasione del tour in Inghilterra di fine 2011, la prima occasione in cui la squadra si riunì dai tempi del mondiale.
Un infortunio alla schiena occorsole nel 2012, tuttavia, ne anticipò il ritiro sportivo nel XV a trent'anni.
Fece ritorno nel rugby a 7, per poi dedicarsi solamente alla sua attività di fisioterapista ad Hamilton, anche se poco dopo tornò nel rugby come allenatrice: divenne tecnico della squadra femminile di Rotoiti e successivamente della formazione a sette di Bay of Plenty; a livello federale le fu affidata la conduzione della nazionale femminile Seven under-18, con cui vinse la medaglia d'oro al torneo di rugby dei Giochi olimpici giovanili di Buenos Aires del 2018.
Nel 2019 guidò, con un contratto quadrimestrale, un club giapponese di rugby a 7, le Tokyo Phoenix.
Tornata in patria, dopo la pandemia di COVID-19 è entrata nella neonata squadra delle Hurricanes Poua, sezione femminile dell'omonima franchise di Super Rugby, come assistente allenatrice di Wesley Clarke; dopo le dimissioni di quest'ultimo alla fine della prima stagione, la guida tecnica del team è passata a lei a partire dalla stagione 2023.

## Palmarès
- Coppe del mondo: 2
Nuova Zelanda: 2006, 2010